# Libnotes (Libnotes) rufula
Libnotes (Libnotes) rufula is een tweevleugelige uit de familie steltmuggen (Limoniidae). De soort komt voor in het Australaziatisch gebied.